# Niko Bungert
Niko Bungert (* 24. Oktober 1986 in Bochum) ist ein ehemaliger deutscher Fußballspieler. Er spielte von 2008 bis 2019 in über 200 Pflichtspielen für den 1. FSV Mainz 05 und ist seit dem 30. Juli 2024 dort als Sportdirektor tätig.

## Karriere als Spieler

### Vereine
Bungert begann seine Karriere 1990 beim VfB Günnigfeld. Von 1996 bis 2004 spielte er für die SG Wattenscheid 09 und wurde 2004 vom FC Schalke 04 verpflichtet. 2005 unterschrieb er dort einen Profivertrag. Für die Saison 2006/07 wurde er an den Zweitligisten Kickers Offenbach ausgeliehen, für den er seine ersten Profieinsätze absolvierte. In der Rückrunde erkämpfte er sich einen Stammplatz und wurde von den Kickers Offenbach fest verpflichtet.
Zur Saison 2008/09 wechselte er zum 1. FSV Mainz 05. In seiner ersten Saison stieg er mit Mainz 05 in die Bundesliga auf und erreichte das Halbfinale des DFB-Pokal 2008/09. In der Europa-League 2011/12 scheiterte er mit der Mannschaft in der Qualifikation, erreichte aber fünf Jahre später schließlich die Gruppenphase der Europa League 2016/17. Hier erzielte er das erste Tor der Mainzer in einer Gruppenphase der Europa League im Heimspiel gegen die AS Saint-Étienne (1:1); die Mannschaft schied als Gruppendritter aus.
Bungert war Führungsspieler und seit 2016 Mannschaftskapitän bei Mainz 05. Er hat ein Fernstudium im Bereich Fußball-Management abgeschlossen. Sein Vertrag bei Mainz 05 lief bis 30. Juni 2019. Anschließend beendete er seine Profikarriere.

### Nationalmannschaft
Bungert kam für verschiedene Juniorennationalmannschaften des DFB zum Einsatz. Mit der U19-Nationalmannschaft nahm er 2005 an der U19-Europameisterschaft teil und für die U21-Nationalmannschaft absolvierte er drei Länderspiele, wurde jedoch nicht in den Kader für die U21-Europameisterschaft 2009 berufen.

## Nach der Spielerkarriere
Bungert absolvierte nach seinem Karriereende bei Mainz 05 ein einjähriges Trainee-Programm, bei dem gemeinsam Ideen für seine künftige Aufgaben im Verein entwickelt werden sollen.
Insgesamt wirkte er dreimal als Assistenztrainer der Profimannschaft. Ab November 2019 bis zum Ende der Saison 2019/20 unter Achim Beierlorzer, zum Saisonbeginn 2021/22 aushilfsweise für eine Woche unter Bo Svensson, sowie von Januar bis Juni 2024 unter Jan Siewert und Bo Henriksen.
In der Zeit von 2021 bis 2023 füllte Bungert die Rolle des Vereinsbotschafters vom 1. FSV Mainz 05 aus und war für die Außendarstellung und Repräsentation des Clubs zuständig.
Im Zuge der fußballspezifischen Weiterbildung hat Niko Bungert unter anderem ein Studium im Bereich Fußballmanagement an der IST abgeschlossen. Außerdem hat er die DFB-A-Lizenz erworben und hat 2024 erfolgreich den von DFB und DFL ausgerichteten achtzehnmonatigen Studiengang „Management im Profifußball“ absolviert.
Nach dem Rücktritt von Martin Schmidt am 30. Juli 2024 wurde er Sportdirektor und ist verantwortlich für die sportliche Leitung der Profimannschaft des 1. FSV Mainz 05.